# Lesbienne butch

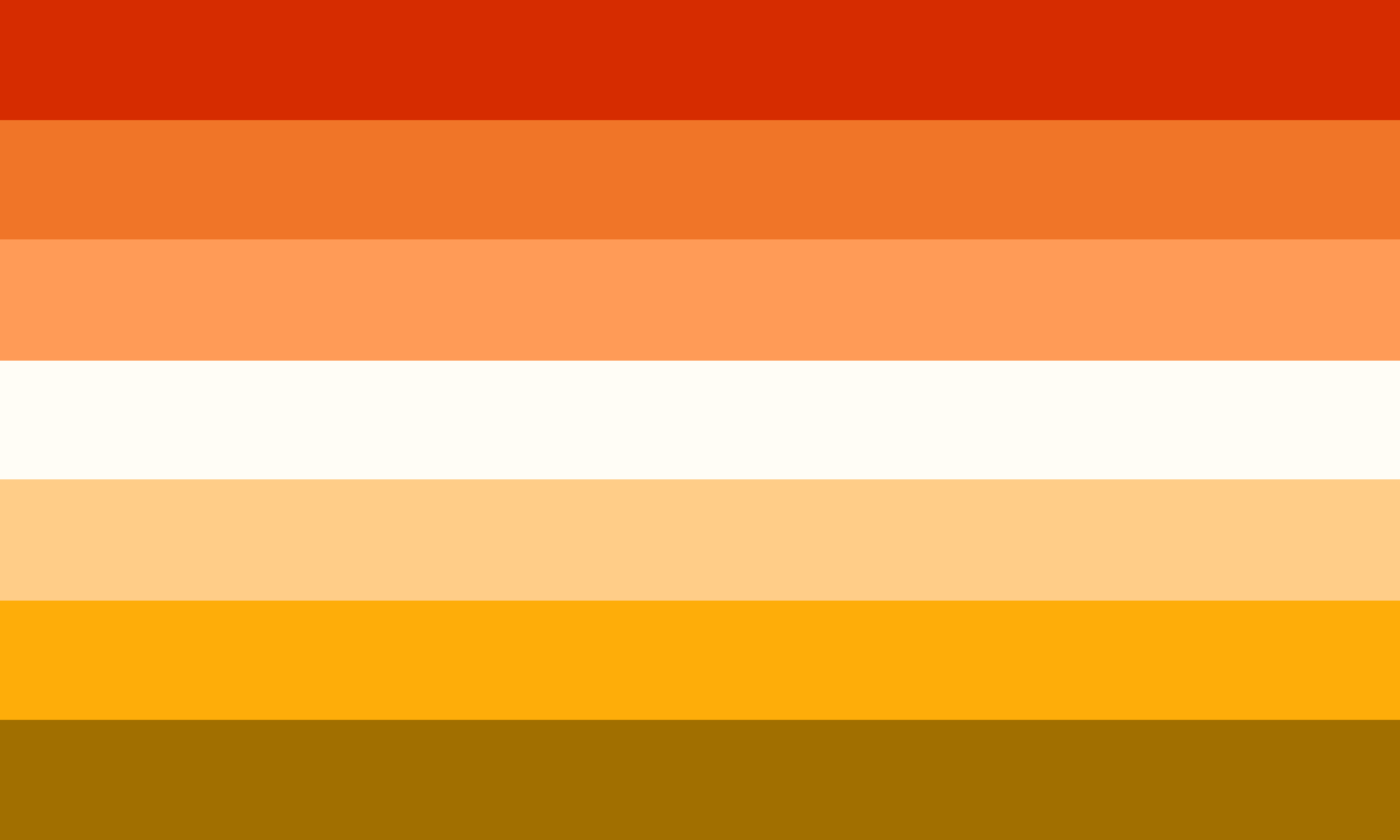
Drapeau de la fierté butch

Une lesbienne butch est une lesbienne utilisant des codes masculins, en particulier dans son attitude et son habillement.

## Histoire du terme «butch»
Le mot anglais « butch », dont une traduction littérale en français serait « costaud(e) », apparaît aux États-Unis dans les années 1940 pour désigner les lesbiennes masculines issues des classes ouvrières,.
En France, l'appropriation du terme butch est récente ; elle permet aux lesbiennes qui l'utilisent de ne pas se définir avec des termes connotés négativement, comme peuvent l'être camionneuse ou bûcheronne, ni par rapport à la masculinité.

## Historique des identités lesbiennes masculines

### Identités francophones
Si au Québec, le terme butch a toujours été le plus fréquent dès le début du XXe siècle, ce n'est pas le cas en France où il n'est devenu majoritaire qu'au début du XXIe siècle,,.

#### Jules
Jusqu'au début du XXIe siècle, le terme le plus fréquent en France pour désigner une lesbienne masculine est « jules ». La communauté lesbienne française est jusqu'à mai 1968, fortement structurée en une division entre les jules et les féminines. Pour la journaliste Evelyne Le Garrec, la fin des jules viendrait du fait que les lesbiennes, grâce à la seconde vague féministe, arrêteraient de chercher le pouvoir dans les attributs de la virilité pour le chercher en elles-mêmes, renonçant ainsi à s'attribuer des codes masculins.
Monique Wittig et Sande Zeig écrivent, dans le Brouillon pour un dictionnaire amantes, à l'entrée Jules :

« Si tu es pauvre / Tu es une jules

Si tu es riche / Tu es saphique

Mais si tu n'es ni l'une ni l'autre / lesbienne, lesbienne, / c'est bien ça que tu es

Si tu es forte / Tu es une jules

Si tu es faible / Tu es saphique

Mais si tu n'es ni l'une ni l'autre / lesbienne, lesbienne, / c'est bien ça que tu es

Si tu es primaire /Tu es une jules

Si tu es esthète /Tu es saphique

Mais si tu n'es ni l'une ni l'autre / lesbienne, lesbienne, / c'est bien ça que tu es »

#### Autres noms de la masculinité
Parallèlement aux identités butch ou jules qui sont avant tout des catégories d'autoqualification, il existe de nombreuses appellations péjoratives pour désigner les lesbiennes masculines, utilisées à la fois par les hétérosexuels et les lesbiennes elles-mêmes ; on peut citer les termes « bûcheronne », « camionneuse », « catcheuse », « armoire »,. Ces lesbiennes à la masculinité non acceptable sont forcément les autres, forcément laides dont on ne fréquente pas les bars et dont on exclut la compagnie dans les petites annonces,.
Dans son chapitre du Deuxième Sexe consacré à la lesbienne, c'est la figure de la virago que Simone de Beauvoir construit comme repoussoir.
Parmi les nuances entre ces termes, Anna Livia remarque que « catcheuse » est associée à des lesbiennes trop musclées, prolétaires, violentes, tandis que la « camionneuse » est grossière, sans distinction, parlant mal, du genre à boire des bières, et grosse. Elle remarque qu'il existe aussi des représentations positives de la camionneuse, comme une lesbienne experte sexuellement, physiquement forte, n'ayant pas peur de se confronter aux hommes.

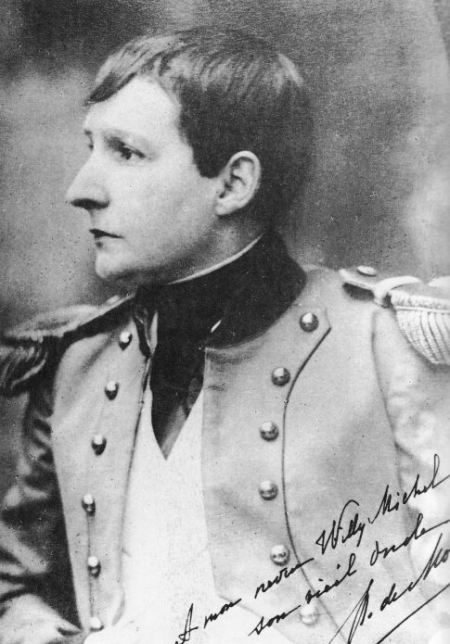
La marquise de Belbeuf, amante de Colette et figure emblématique de la lesbienne dandy

Livia fait remarquer que ce sont les masculinités des classes ouvrières qui sont ainsi exclues, quand celles des classes supérieures, telle que la « dandy butch » ou la « garçonne », sont au contraire valorisées.
La figure de la « garçonne », popularisée d'abord par le roman La Garçonne de Victor Margueritte, sorti en 1922, puis par celui, paru en 1998, de Christine Bard, Les Garçonnes, correspond à une masculinité subtile, associée aux classes supérieures, et surtout à la minceur, à la jeunesse et à la grâce. Livia la rapproche du twink homosexuel masculin.
Enfin, la « dandy » correspond à la masculinité raffinée, élégante, des classes supérieures, telles que la marquise de Belbeuf.
Au Québec, le terme utilisé pour les lesbiennes masculines qui pouvaient être perçues comme homme dans l'espace public est « femme-homme ».

### Autres identités
Dans la culture afro-américaine existe une identité spécifique de lesbienne masculine, la stud. Cette identité s'est ensuite diffusée dans les communautés afro-descendantes, en particulier européennes.
D'autres cultures ont défini des identités similaires, telles que la tachi au Japon, la tomboy en Thaïlande et aux Philippines ou la sapatão au Brésil.

#### Sapatão
Le terme « sapatão », qui signifie littéralement « grande chaussure », désigne au Brésil les lesbiennes ; l'origine de cet argot vient d'une chanson de carnaval dont le titre est « Maria aux grandes chaussures, la journée elle est Maria, la nuit João ». La chanson a ensuite dépassé le cadre du carnaval, où le travestissement est commun, pour entrer dans la culture populaire : par glissement de sens, Maria devient une image de la lesbienne, vue dans la culture brésilienne comme forcément virile, donc se déguisant en homme en en prenant le rôle social, entretenir des relations sexuelles avec des femmes. En plus de son utilisation péjorative, le mot est aussi utilisé dans les publications pornographiques.
La réappropriation du terme « sapatão » est très minoritaire et correspond à une partie radicale du mouvement homosexuel, les lesbiennes brésiliennes en général lui préférant les diminutifs « sapata » et « sapa » ou la forme féminine « sapatona ». Les formes « sapata » et « sapa » sont parfois utilisés pour désigner une lesbienne à la masculinité acceptable, tandis que la sapatão est d'une masculinité forcément excessive.

#### Female husband
« Female husband » est un terme anglais désignant une personne née en tant que femme, mais vivant en tant qu'homme, et qui épouse une autre femme. Le terme est historiquement connu depuis le XVIIe siècle et a été popularisé par Henry Fielding, qui a produit un récit romancé en 1746 du procès de Mary Hamilton intitulé The Female Husband.
Des poursuites judiciaires et des procès impliquant des femmes vivant sous une identité masculine et épousant d'autres femmes ont été signalés aux XVIIe et XVIIIe siècles. Dans nombre de ces cas historiques, les female husbands sont présentées comme ayant trompé les femmes avec lesquelles elles se sont mariées et ont été accusées de fraude.

## Identité

### Histoire de l'identité butch
L'identité butch émerge aux États-Unis à la suite de la Seconde Guerre mondiale : le changement des normes de genre, en particulier concernant l'habillement et le travail, permet aux lesbiennes de s'habiller « en homme » et donc le développement de l'esthétique butch. Le passing revêt une importance primordiale : être perçue comme homme permet l'accès à des emplois, mais être lue comme femme masculine, donc lesbienne, les expose à plus de violence lesbophobe. A cette époque, le rôle social butch est fortement articulé aux lesbiennes fem, via le couple butch-fem.
Les rôles butch et fem deviennent vivement critiqués par les féministes et lesbiennes des années 1960 et 1970, au point de devenir marginaux dans la culture lesbienne d'alors. La dynamique butch-fem était alors vue comme une reproduction du couple hétérosexuel et patriarcal, et l'identité butch comme une manière de s'approprier les privilèges masculins plutôt que de les déconstruire. À cette époque, de nombreuses lesbiennes abandonnent les identités butch et fem pour l'androgynie, esthétique et identité pensée alors comme non-marquée par le genre et donc seule voie libératrice des contraintes de genre masculines ou féminines.

### Stone butch / Jules-pas-touche
La « stone butch », terme popularisé par Leslie Feinberg, aussi appelée auparavant la « Jules-pas-touche » en France, correspond à une lesbienne masculine qui n'a de relation sexuelle que dans le but de donner du plaisir à sa partenaire, sans elle-même être touchée,.

### Professions et classe sociale
L'identité butch est fortement liée à la classe ouvrière ; au Québec, celles-ci travaillent dans la manutention, le taxi, le transport et le BTP. Toutefois, cette relation s'amenuise, au point de ne plus vraiment exister au XXIe siècle.

### Lien avec la transidentité
Des hommes trans ont vécu comme butch avant de décider d'entamer une transition. Ce parcours est raconté dans les dernières saisons de The L Word avec le personnage de Max. Si certaines butchs se vivent aussi comme non-binaires, ce n'est pas le cas de la majorité d'entre elles.
Ainsi, si au Québec, dans les années 1950 à 1970, il est fréquent que des lesbiennes butchs se genrent au masculin, les butchs françaises des années 2020 considèrent plutôt cette tendance à genrer les butchs au féminin en raison de leurs tenues masculines comme une vision limitante.
Pour S. Bear Bergman, homme trans auteur de Butch Is a Noun, l'identité butch est un genre en soi ; de ce point de vue découle son choix d'utiliser des pronoms neutres pour parler des butchs en tant que groupe.

## Sociabililité

### Lieux butchs
À Paris, le bar Chez Moune avait la réputation, au début des années 2000, d'être un lieu de rencontre de lesbiennes butchs issues de milieux populaires. En revanche Élula Perrin, gérante du Katmandou, un bar lesbien parisien des années 1980, veillait justement à ce que les butchs, en particulier celles des classes ouvrières, ne fréquentent pas trop son établissement.
À Montréal, dans les années 1950 à 1970, c'est le quartier de Red Light qui concentre les bars gays et lesbiens, mais aussi les lieux du travail du sexe : clubs de strip-tease ou hôtels de passe. Les butchs constituaient l'essentiel des habituées des lieux lesbiens.

### Relations entre butchs et travailleuses du sexe
Dans le quartier de Red Light des années 1950 et 1970, butchs et travailleuses du sexe entretiennent de nombreuses relations : de nombreuses prostituées préféraient avoir une butch qui leur servait de protectrice et de proxénète, plutôt que de confier ce rôle à un homme ; de plus, celles-ci, comme les danseuses, fréquentaient les bars lesbiens, afin de se divertir à l'abri des sollicitations masculines. Des butchs se prostituaient elles-mêmes, ou bien entretenaient des relations avec des travailleuses du sexe, qu'elles courtisaient dans leur bars.

### Les butchs comme protectrices des communautés lesbiennes
Toujours dans le quartier de Red Light, les butchs occupaient des fonctions de sécurisation des lieux lesbiens : filtrage des sollicitations masculines, réponse aux agressions verbales et physiques masculines par de l'autodéfense, mais aussi intermédiaire avec la mafia locale afin de protéger les bars lesbiens des descentes policières.

### «La butch de Stonewall»
En juin 1969, le bar gay newyorkais Stonewall Inn subit une descente policière ; une butch décide d'y répliquer par la violence, frappant un policier et exhortant la foule à réagir alors qu'elle se fait arrêter, lançant ainsi les émeutes de Stonewall et, plus généralement, le mouvement LGBT. Son identité reste inconnue pendant près de 40 ans avant que Stormé DeLarverie révèle qu'il s'agissait d'elle.

## Représentations

### Représentations dans les productions culturelles
La représentation des lesbiennes dans la fiction est rare et plus encore des lesbiennes butch,. Cette rareté s'explique en partie par l'omniprésence du male gaze dans les productions culturelles : la lesbienne butch n'est pas séduisante pour un homme hétérosexuel et donc rarement présente à l'écran.

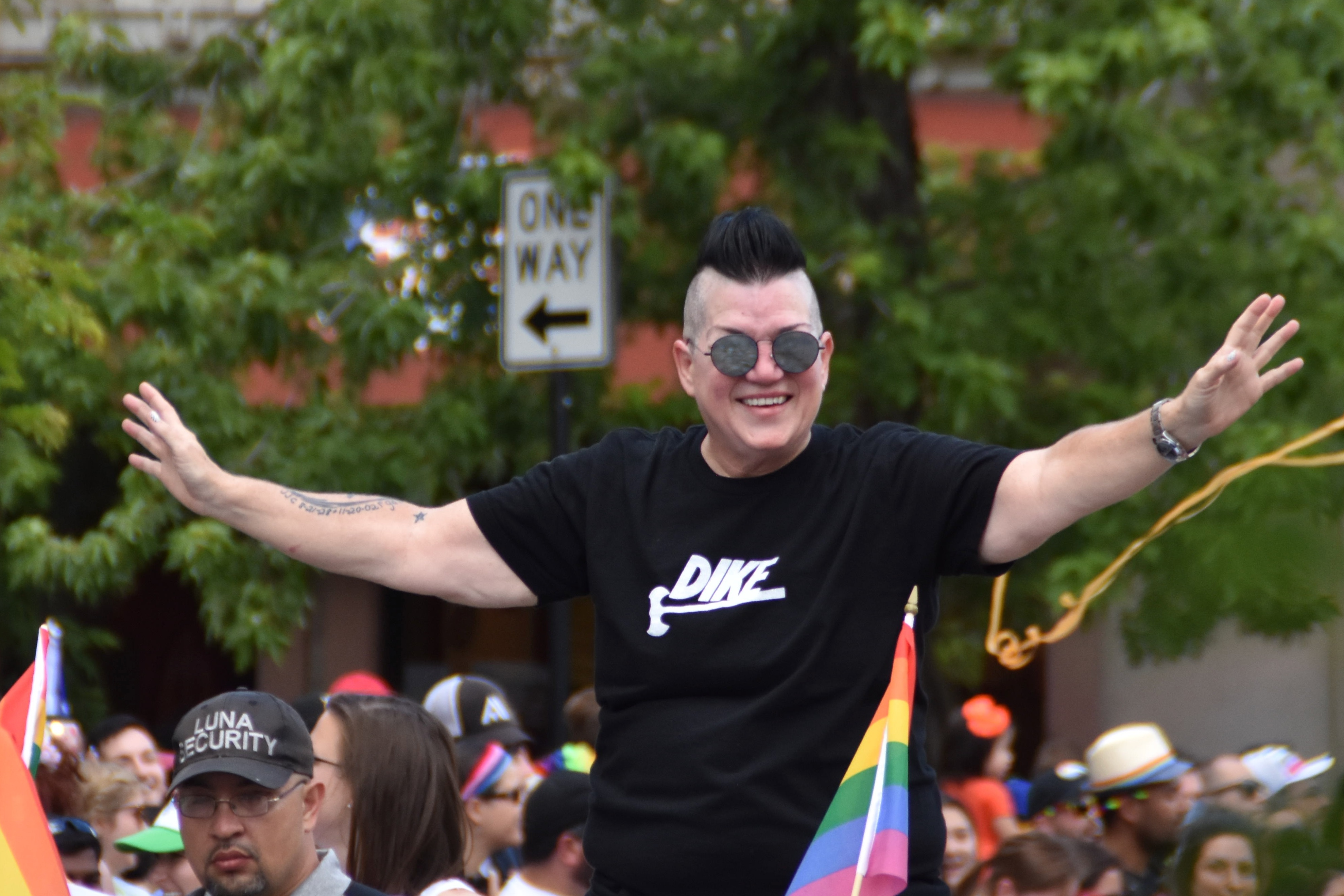
Lea DeLaria, actrice butch, interprète de Big Boo dans Orange is the new black, à la Chicago Pride de 2017.

#### Absence de féminité comme supra-humanité
Dans Female masculinity, Jack Halberstam montre de nombreuses représentations plus ou moins codées de la butch au cinéma. Le premier type est la butch de film d'horreur : dans Chopper Chicks, elle est la cheffe des lesbiennes à moto, renonçant à sa féminité pour une masculinité provocante et non-humaine. Dans d'autres films, elle est la seule survivante, celle qui n'étant pas féminine, n'est pas, ou moins, la cible de violence. Ce n'est pas le cas dans Alien, où la butch est au contraire l'une des premières victimes. Enfin, dans Desperate Living, John Walters explore les limites entre les identités butch et transmasculines.

#### La «mauvaise visibilité»
Dans le cinéma lesbien des années 1980, la butch n'est quasiment plus présente, ce qui correspond à la période où les lesbiennes, en particulier blanches, sont le plus critiques de cette identité. En particulier, la butch est alors associée à une caricature hétérosexuelle de la lesbienne, dont les lesbiennes doivent s'écarter en présentant des représentations positives, et donc féminines. La butch est d'ailleurs utilisé dans les publications lesbophobes où elle concentre les défauts : laide, pas polie, ringarde, possessive et machiste.
Il faut attendre le cinéma de Barbara Hammer pour retrouver des représentations positives des butchs sur grand écran. Dans les séries, mis à part le personnage de Big Boo dans Orange Is the New Black, les personnages butchs ou androgynes sont minoritaires par rapport aux lesbiennes féminines.

#### La butch comme initiation au lesbianisme
Dans de nombreux récits autobiographiques lesbiens, tels que Histoire d'UNE d'Hélène Azénor, le schéma de l'arrivée d'une jeune lesbienne dans le milieu lesbien correspond à la rencontre d'une jules/butch pour laquelle l'héroïne éprouve des sentiments de répulsion et de fascination : le positionnement de la narratrice par rapport à cette butch devenant une métaphore de sa place dans la communauté lesbienne.

#### La butch comme lesbienne désirable
Pour Michèle Bradini, la lesbienne butch de Gazon maudit, interprétée par Josiane Balasko, correspond à un positionnement positif : si elle est d'abord présentée sous le regard masculin, qui la voit négativement, elle est ensuite vue comme désirable et séduisante par les femmes, en particulier le personnage de Victoria Abril, qui deviendra son amante. Dans Bound, des sœurs Wachowski, la valorisation de la butch passe par son érotisation, par son amante mais aussi par la réalisation.

### Représentations sociales

#### Perceptions sociales de la masculinité/féminité
La perception de ce qui relève de la masculinité et de la féminité dépend du milieu social ; ainsi, de nombreuses personnes hétérosexuelles vont lire comme masculines des lesbiennes qui, pour elles ou les autres lesbiennes, sont féminines ou androgynes. Une distorsion similaire existe entre les classes sociales : en France, une lesbienne rurale va être plus facilement perçue comme masculine par les lesbiennes urbaines, en particulier parisiennes.

### Histoire des représentations
Delphine Gardey relève que dans une enquête des années 1930 sur les femmes ayant des pratiques homo-érotiques à New York, seules les partenaires dites « masculines » étaient considérées comme homosexuelles.
Le tournant du XXe et du XXIe siècle voit la multiplication des productions sur les butchs, que ce soit des fictions, des autobiographies ou des articles de sciences sociales.

### Autres articles
- Lesbienne fem
- Butch-Fem
- Virago
- Garçon manqué
- Chapstick lesbian
- Lipstick lesbian
- Lesbianisme
- Culture LGBT

#### Vidéos
- Être une lesbienne butch, 2 juin 2022, Agrafe
- (en) Studs and Butches, 25 février 2021, The Pride Room
- (en) Allison Graham Explains the History Behind The Word 'Butch', 21 aout 2018, them
- (en) Butch Women Talk About What It Means to Be Butch, 21 novembre 2017, them

#### Podcasts
- (en) Butch Talk, chaîne de podcast
- Pourvu qu'elle soit butch, épispde du podcast Gouinement Lundi
- Être butch, stratégie et déguisement, épisode du podcast Du poil sous les bras

#### Webzines et réseaux sociaux
- Fanzine Butch, Rizzo Boring
- (en) Butch is not a dirty word, webzine

### Autofiction
- Stone Butch Blues, Leslie Feinberg, Hystériques et Associé-e-s, 1993
- Blue, Les mémoires d'une jules, Vlasta. Fictions/Utopies amazoniennes n°2, hiver 1983
- Radclyffe Hall, Le Puits de solitude, 1928

### Documentaires
- Gender Troubles : The Butches, Lisa Plourde , 2016